# Снински-Камень
Снински-Камень (словац. Sninský kameň) — гора в Словакии высотой 1006 метров над уровнем моря в Вигорлате, доминирующая вершина в окрестностях Снины, у деревни Земплинске-Гамре над озером Морске-Око. Охраняется как памятник природы с 1982 года, общая площадь 5,52 га.
Гора является андезитовым скальным массивом, состоящим из двух частей — меньшего, но более высокого Мали-Снински-Камень (1006 м) и большего, но более низкого Вельки-Снински-Камень (998 м). На скалистые вершины ведут железные лестницы, из деревни Земплинске-Гамре сюда ведёт зелёная туристическая тропинка, а из Снины — синяя туристическая тропинка, которая ведёт дальше через перевал Три-Табли (825 м) к озеру Морске-Око, а красная туристическая тропинка соединяет деревню Реметске-Гамре через Снински-Камень и Нежабец (1023 м) с деревней Подгородь. С озера Морске-Око сюда ведёт и научная тропинка.

## Галерея

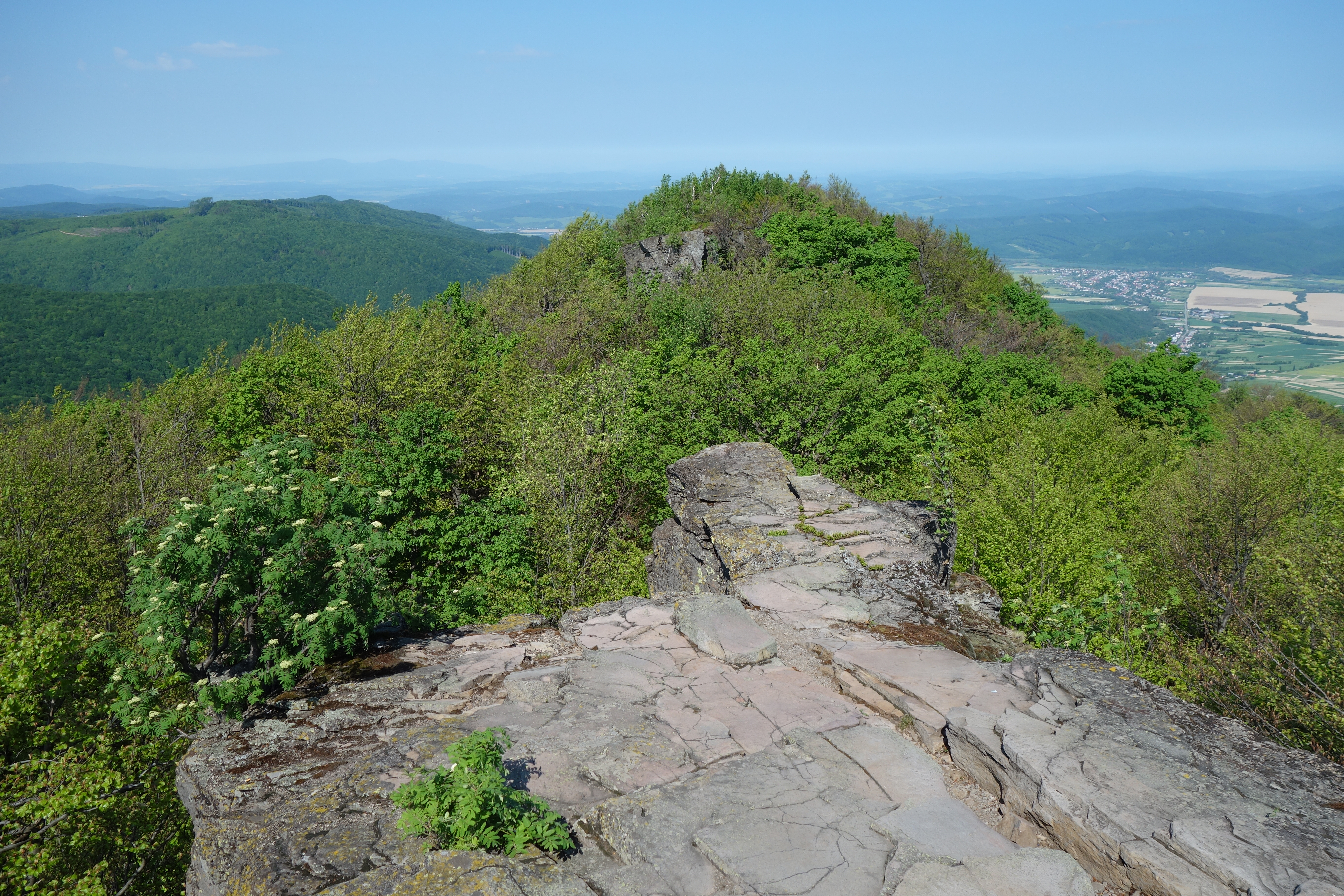
Снински-Камень
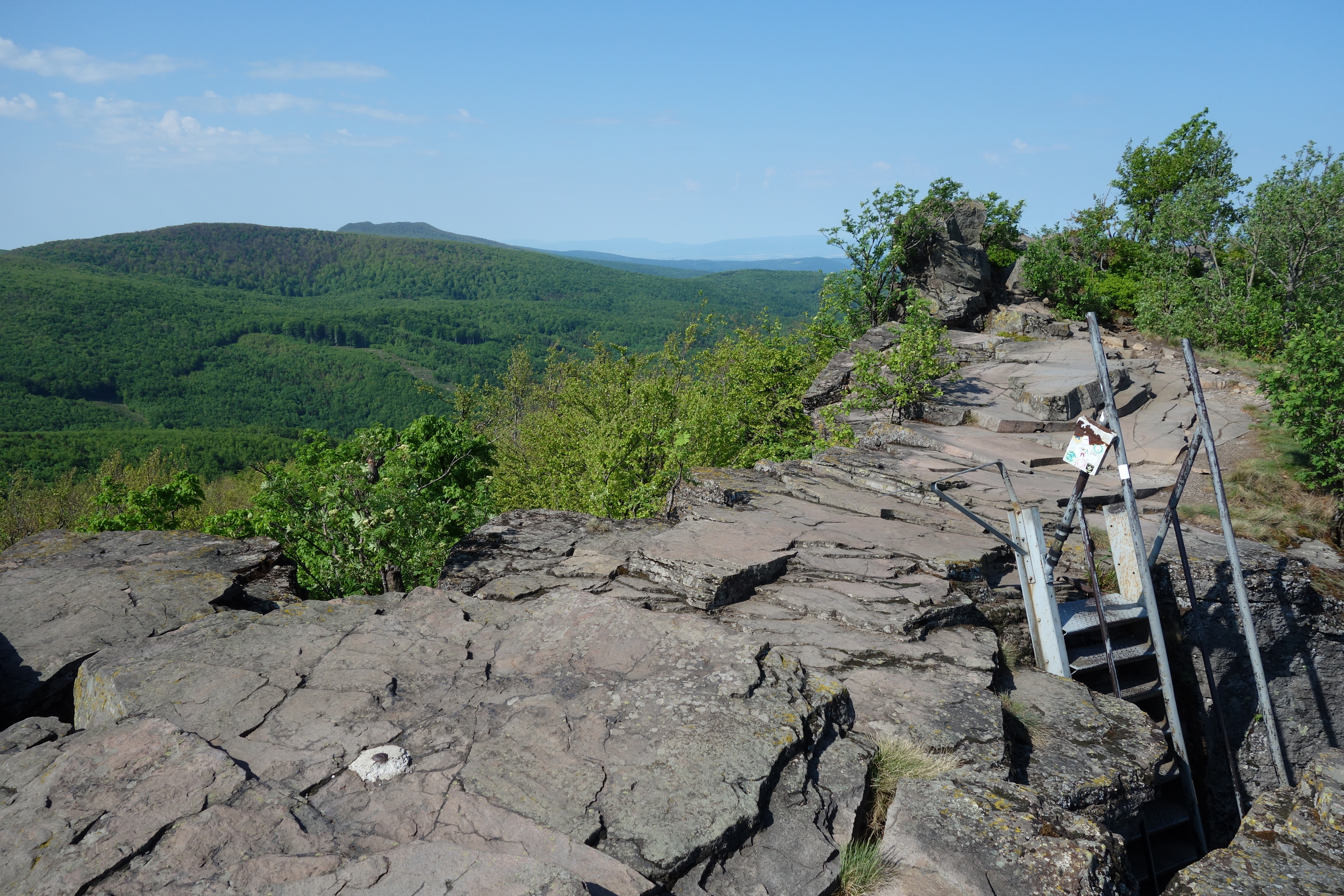
Снински-Камень
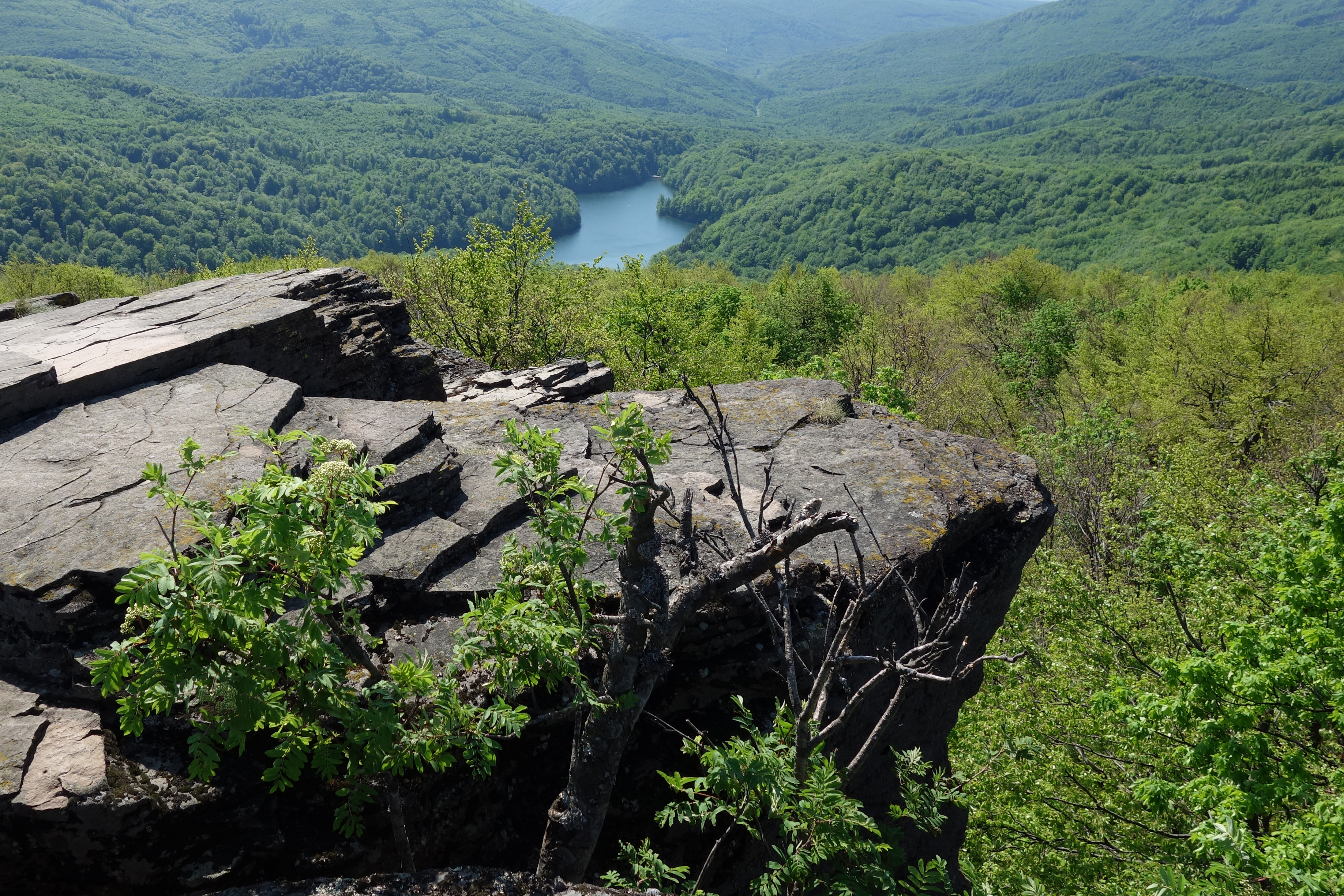
Вид с горы Снински-Камень на Морске-Око
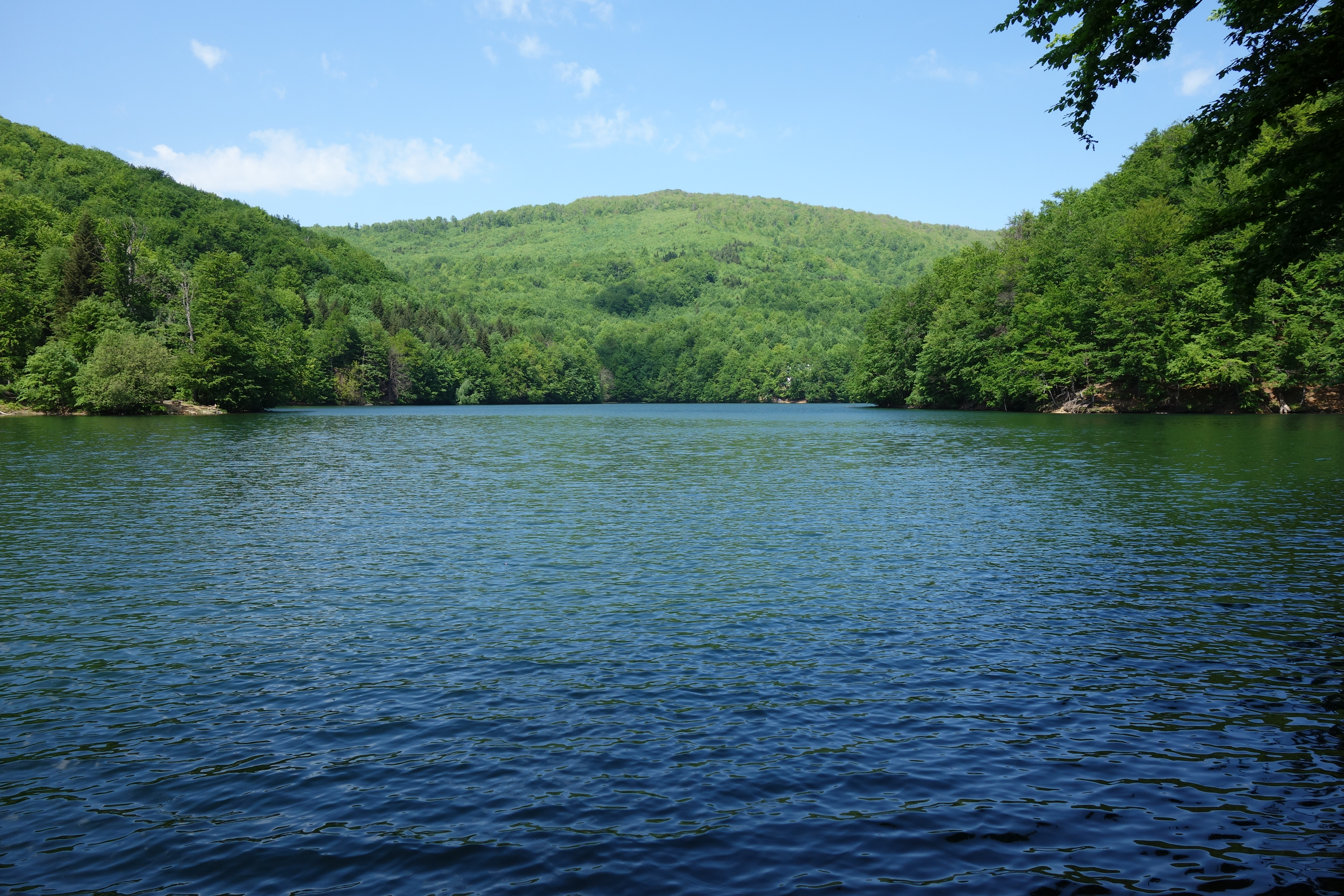
Морске-Око и Снински-Камень
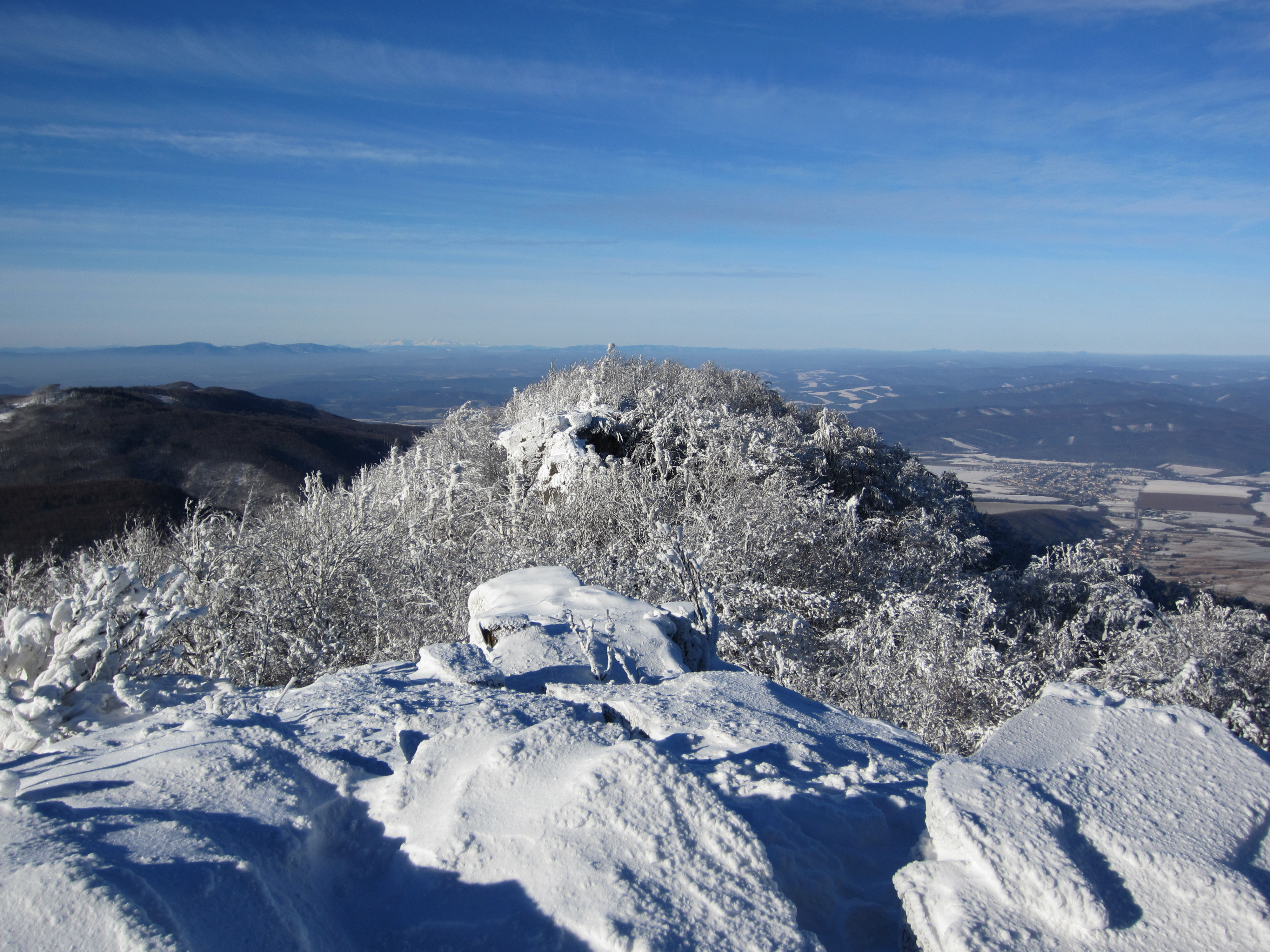
Снински-Камень зимой
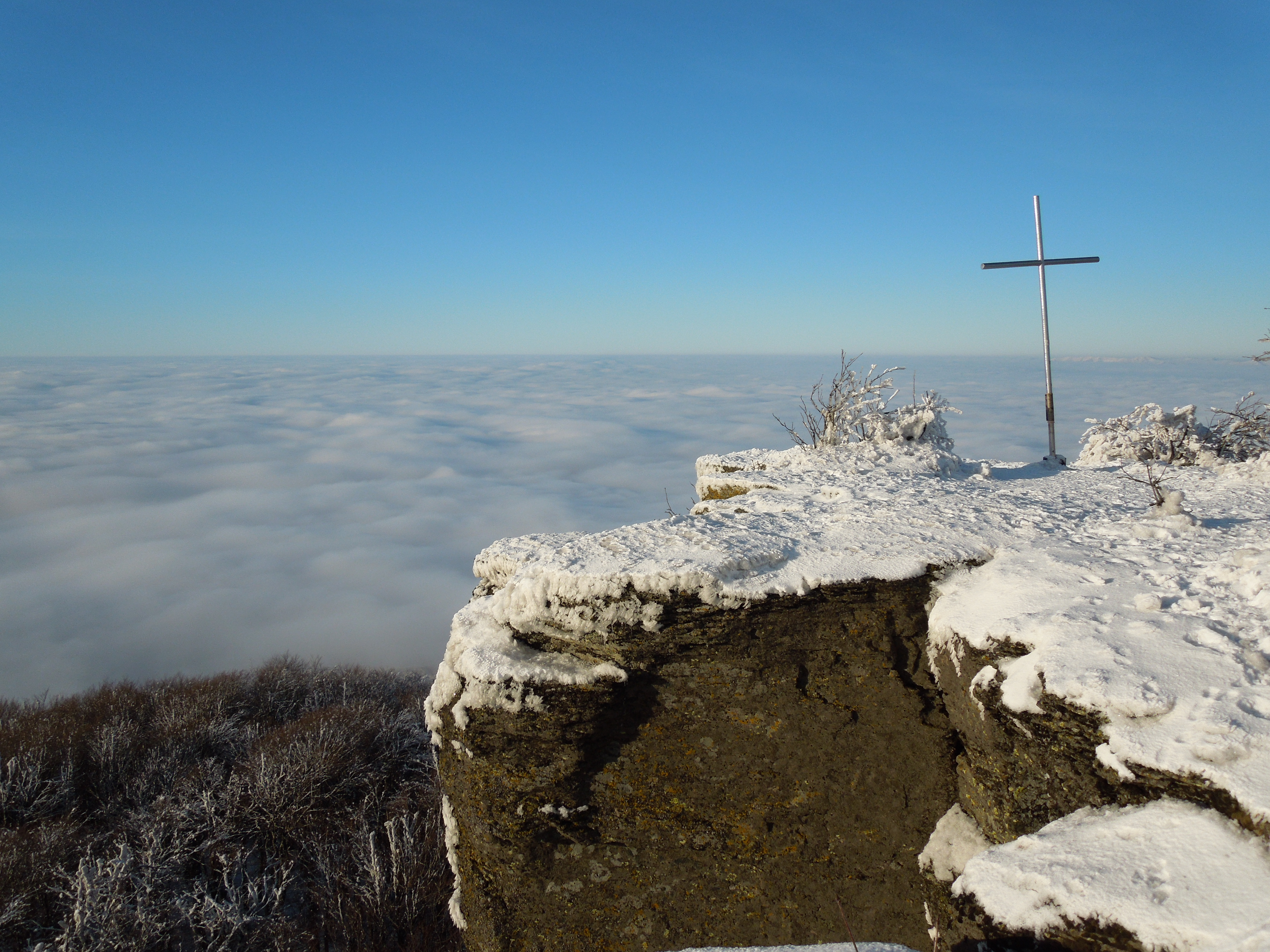
Снински-Камень зимой
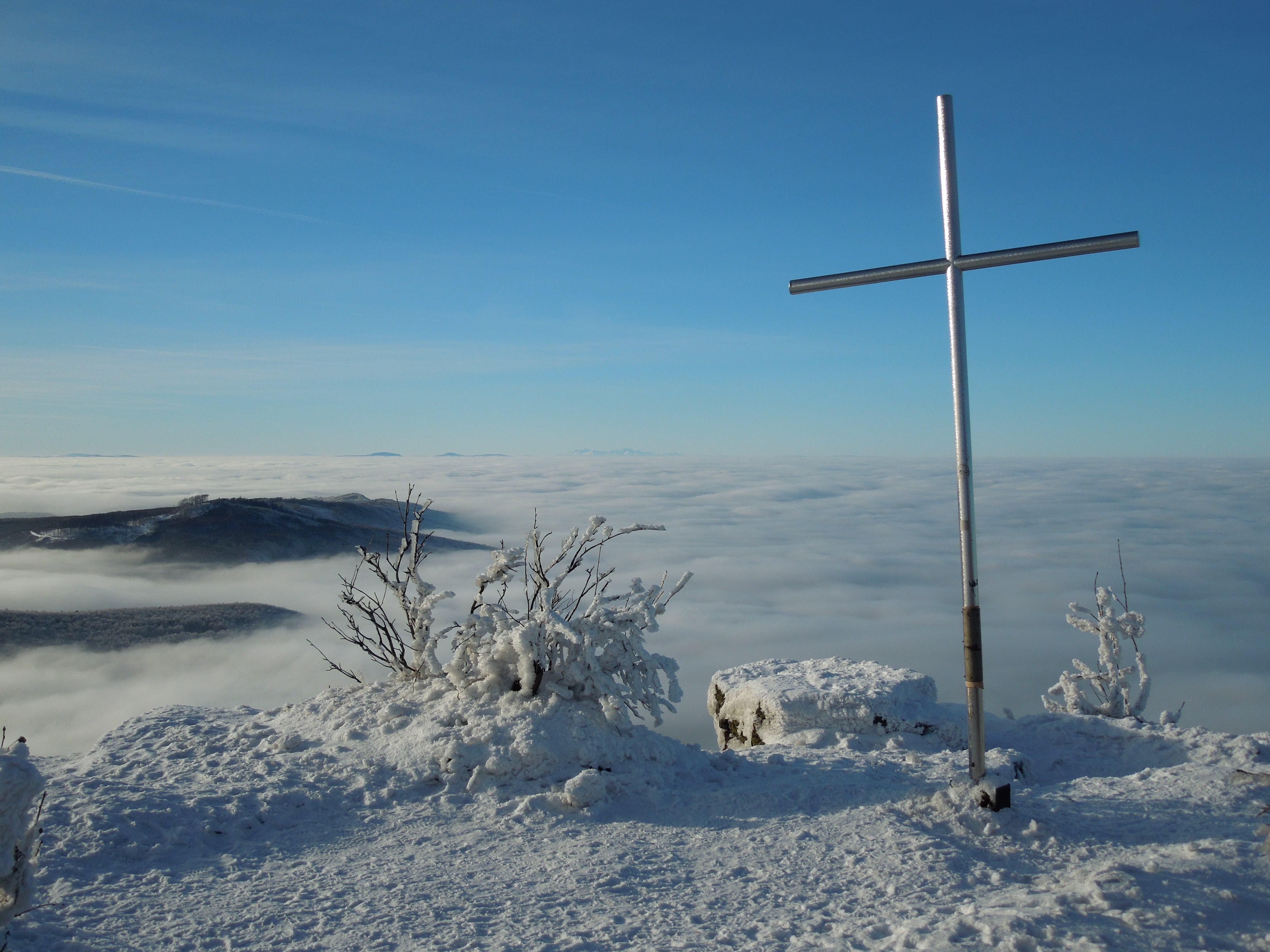
Снински-Камень зимой
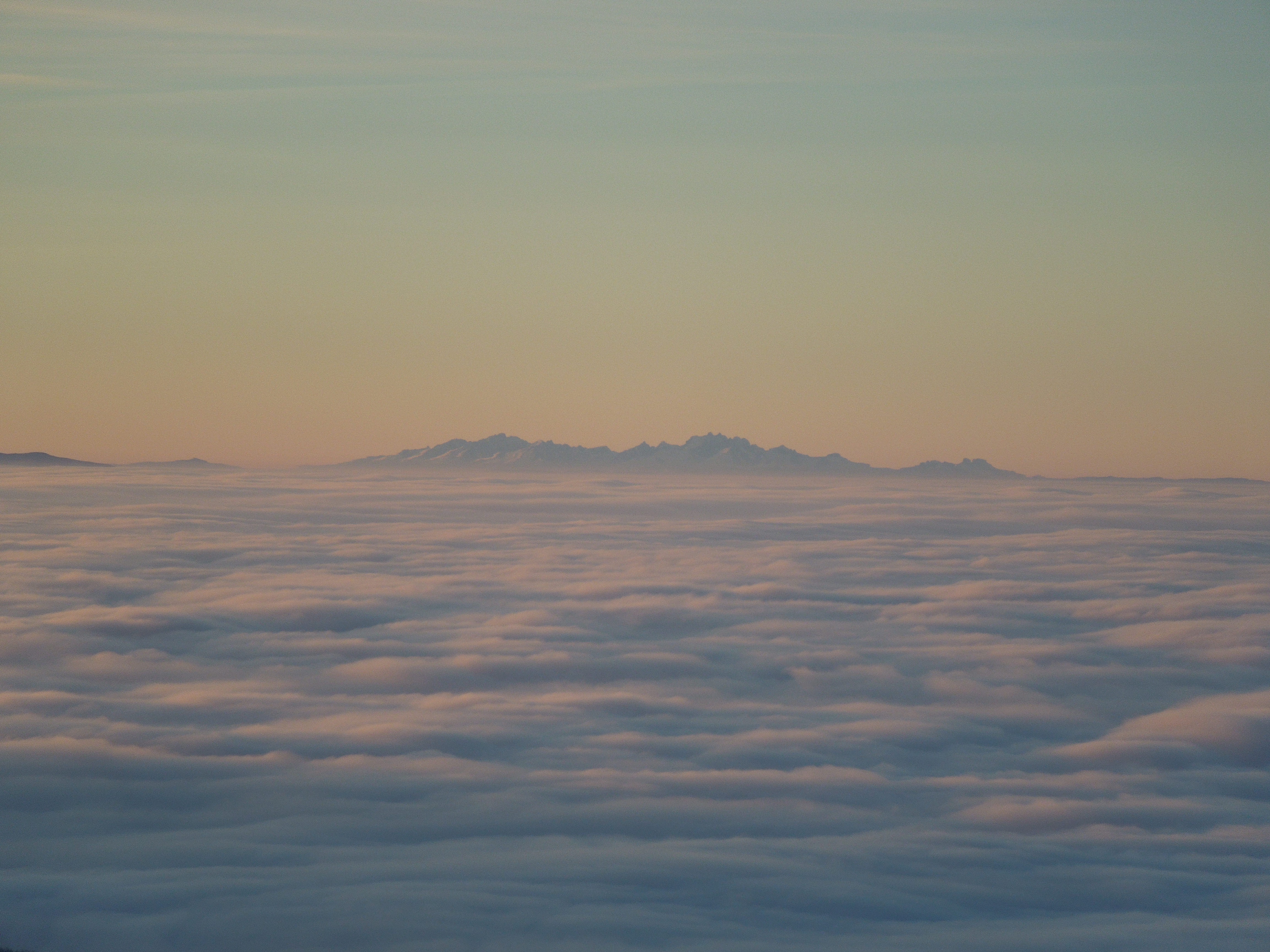
Вид с горы Снински-Камень на Татры